# Christoph Bernhard von Galen
Christoph Bernhard Freiherr von Galen (Drensteinfurt, 12 de octubre de 1606 - Ahaus, 19 de septiembre de 1678) fue un príncipe-obispo de Münster. Pertenecía a una familia de la nobleza de Westfalia.

## Biografía

Escudo de armas de Christopher Bernhard von Galen

Conducido a la pobreza por la pérdida de la herencia paterna, se ordenó sacerdote; pero eso no le evitó tener que luchar junto al emperador Fernando III durante los estadios finales de la guerra de los Treinta Años. En 1650, sucedió a Fernando de Baviera, arzobispo de Colonia, como obispo de Münster.
Tras conseguir un poco de paz y prosperidad en su principado, Galen tuvo que solventar una gran insurrección de parte de los ciudadanos de Münster; pero en 1661 fue solucionada ocupando la ciudad. El obispo, que poseía un gran ejército, se convirtió en un importante personaje en Europa. En 1664, fue elegido uno de los directores del ejército imperial encargado de luchar contra los Turcos, pero sus tropas llegaron demasiado tarde al enfrentamiento; tras la paz que siguió a la victoria cristiana en la batalla de San Gotardo en agosto de 1664, se unió a Carlos II de Inglaterra en su segunda guerra anglo-neerlandesa con los holandeses, hasta que la intervención de Luis XIV y Federico Guillermo I de Brandeburgo le obligaron a firmar un desventajosa paz en 1666 en Cléveris.
Cuando Galen volvió a atacar la República holandesa seis años después en la guerra franco-neerlandesa, se alió con Luis XIV, quien le había ayudado a tomar Groenlo. Sus tropas fueron más al este y norte y conquistaron también Deventer y Coevorden. Su ejército atacó la ciudad de Groninga, pero no pudo ocupar la costa norte, debido a las inundaciones provocadas de los campos y marismas que le impidieron el paso. En octubre de 1674 retiró sus tropas de la República holandesa y llevó su ejército a restaurar la fe católica a las provincias del este. En 1675 abandonó a sus aliados, y luchó para el emperador Leopoldo I en contra de Francia. Junto a Brandeburgo y Dinamarca atacó a Carlos XI de Suecia, y conquistó el Ducado de Bremen. Von Galen murió en Ahaus.

## En la cultura popular

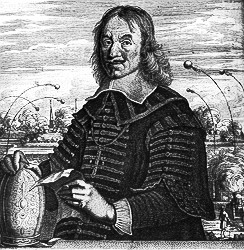
Christopher Bernhard von Galen

En los Países Bajos se le conoce con el apodo de "Bommen Berend" (Bernardo Bombas) porque intento doblegar sin éxito la ciudad holandesa de Groninga usando bombas. En esta ciudad todavía se celebra la victoria cada año el 28 de agosto.